# Абылов, Гуванч Ильясович
Гуванч Ильясович Абылов (туркм. Guwanç Ilýasowiç Abylow; род. 30 марта 1988, Ашхабад) — туркменский футболист, полузащитник клуба «Небитчи». Выступал за национальную сборную Туркменистана.

## Клубная карьера
Начинал карьеру в ашхабадской «Нисе». Выступал за туркменские футбольные клубы «Ашхабад», МТТУ, «Ахал» и «Алтын Асыр».
Сезон 2015 года провёл в футбольном клубе «Хазына».
29 марта 2021 года перешёл в «Небитчи», подписав однолетний контракт.

## Карьера в сборной

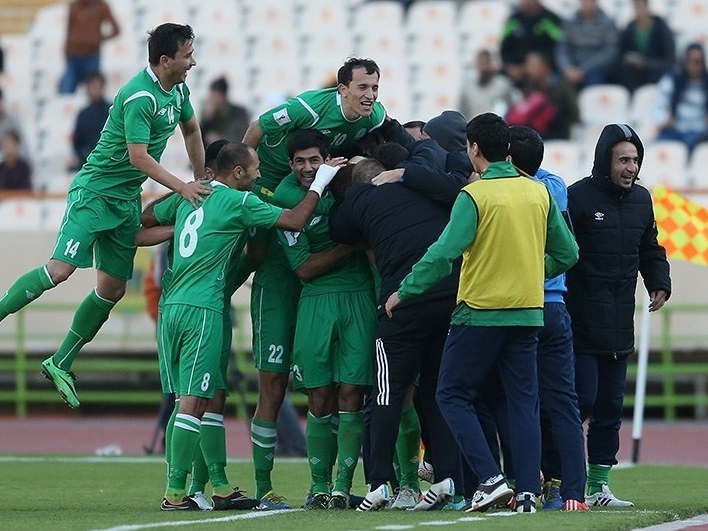
Абылов (№ 10) в игре за сборную Туркменистана против Ирана

За национальную сборную дебютировал 22 июня 2008 года в отборочном турнире Чемпионата мира 2010 против Иордании (0:2). Первый гол забил в товарищеской игре против Лаоса в 2012 году.

#### Голы за сборную Туркменистана
| #  | Дата            | Место                 | Соперник | Гол | Счёт | Соревнование                              |
| -- | --------------- | --------------------- | -------- | --- | ---- | ----------------------------------------- |
| 1. | 28 октября 2012 | Хошимин, Вьетнам      | Лаос     | 1:0 | 4:2  | VFF Cup 2012                              |
| 2. | 26 марта 2013   | Филиппины             | Камбоджа | 6:0 | 6:0  | Кубок вызова АФК 2014 (отборочный турнир) |
| 3. | 8 октября 2015  | Ашхабад, Туркменистан | Индия    | 2:1 | 2:1  | Отборочные матчи ЧМ-2018                  |
| 4. | 13 октября 2015 | Ашхабад, Туркменистан | Гуам     | 1:0 | 1:0  | Отборочные матчи ЧМ-2018                  |

## Достижения
Сборная Туркменистана
- Финалист Кубка вызова АФК: 2012[8]